# Тамерлан и друге песме
Тамерлан и друге песме је прво објављено дело америчког писца Едгара Алана Поа. Ова кратка збирка песама је први пут објављена 1827. године. Данас се сматра да постоји само 12 преосталих примерака збирке.
По је напустио своју хранитељску породицу Аланове, и преселио се у Бостон 1827. са циљем да нађе посао. Имао је мало успеха па се пријавио у војску Сједињених Држава. Са собом је донео неколико рукописа, које је платио штампару Калвину Ф. С. Томас да их објави. Збирка од 40 страница звала се Тамерлан и друге песме и није наводила Поа као аутора. Дистрибуција је била ограничена на 50 примерака и збирка није добила пажњу критике. Песме су у великој мери инспирисане опусом лорда Бајрона, укључујући и дугачку насловну песму „Тамерлан“, која приказује освајача из историје који жали због губитка своје прве романсе. Као и већи део Поовог будућег опуса, песме у збирци обрађују теме љубави, смрти и поноса.
Поова прва објављена збирка је толико ретка да је након његове смрти уредник и критичар Руфус Вилмот Гризволд веровао да никада није ни постојала, све док није пронађена 1859. Од тада је признато као једно од најређих првих издања у америчкој књижевности.

## Историјска позадина
Едгар По није могао да заврши студије на Универзитету Вирџиније због коцкарских дугова. Напустио је универзитет у марту 1827. чиме се ионако затегнути однос са његовим хранитељским оцем Џоном Аланом се погоршао. По је одлучио да оде у Бостон, где је и рођен. Када је Поова биолошка мајка Елиза По умрла, једини предмет који му је оставила била је акварел града, на чијој је полеђини написала: „За мог малог сина Едгара, који ће икада волети Бостон, место свог рођења, и где је његова мајка нашла своје најбоље и најсимпатичније пријатеље. Џон Алан, трговац у Ричмонду у Вирџинији, одбио је да свом хранитељском сину да 12 долара за пут, иако је вероватно По добио новац од хранитељке Френсис Алан. Џон Алан није био свестан Поове одлуке или тога у каквом је стању он био и написао је „Мислим да је Едгар отишао на Море да тражи своју срећу“. По доласку у Бостон у априлу 1827, По је накратко служио као службеник у велепродајном магацину робе на обали, затим као канцеларијски службеник и репортер за опскурне новине, Weekly Report. После неколико недеља, у очају, пријавио се у војску САД, на пет година, под псеудонимом „Едгар А. Пери“; навео је да има 22, иако је имао само 18 година, вероватно зато што би му била потребна сагласност родитеља да је млађи од 21 године. Придружио се Првом артиљеријском пуку и стациониран у тврђави Индепенденс у Бостонској луци.
До овог тренутка, По није много писао поезију. Његови најранији стихова били су двостих са ознаком „Поезија“, вероватно написан негде 1824. године у књиговодственој књизи фирме Allan & Ellis, трговачке компаније његовог хранитеља. Стиховеи гласе: „Last night with many cares & toils oppress'd / Weary, I laid me on a couch to rest—”. Најранија позната песма у пуној дужини Пое, О, Темпора! О, Морес!, је сатирична песма чије је ауторство предмет спора. Ипак, називајући себе „непоправљиво песником“, радио је на неколико дужих песама на Универзитету у Вирџинији и рукописе је донео са собом у Бостон.